# Цецилії Метелли

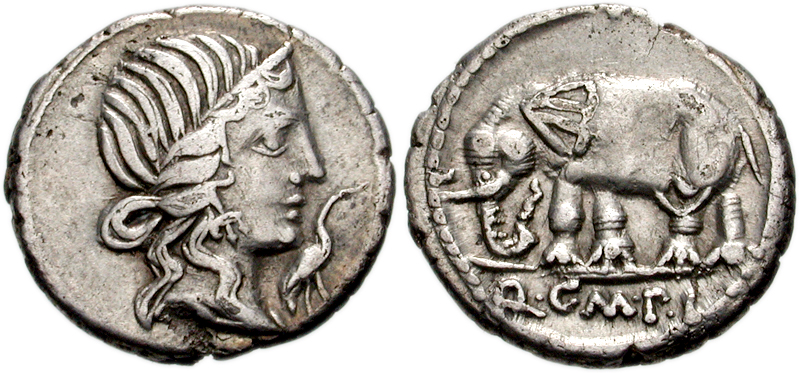
Денарій з зображенням Квінта Цецилія Метелла Пія

Цецилії Метелли (лат. Caecilii Metelli)— гілка впливового плебейського роду (нобілів) у Стародавньому Римі республіканського періоду. Їх символом був слон. Його представники використовували преномени Луцій, Квінт, Гай і Марк. Етимологія когномена Метелл невідома. Згідно Фесту (через подібність вимови), пов'язана з назвою з найманців.

## Історія
Першим, хто став носити когномен Метелл, був Луцій Цецилій Метелл Дентер, консул 284 року до н. е. Його нащадки обіймали провідні посади в республіці до кінця її існування, зокрема 21 представник обіймав посаду консула, 5 — цензорів, 2 — диктатора. Маючи велику кількість родичів та клієнтів, він значною мірою впливав на політичні рішення Римської республіки. Конфлікти з Гаєм Марієм послабили їх вплив. Подальші диктатури Луція Корнелія Сулли і Гая Юлія Цезаря звели нанівець значення цього роду.
На початку існування Римської імперії останнії Цецилії Метелли втратили будь-яку вагу, але залишалися сенаторами. Водночас через всиновлення відбулося поєднання з родом Юніїв Силанів.

## Представники роду
- Луцій Цецилій Метелл Дентер, консул 284 року до н. е., воював з галльським племенем сенонів.
- Луцій Цецілій Метелл, консул 251 та 247 років до н. е., великий понтифік, учасник Першої пунічної війни.
- Луцій Цецилій Метелл, народний трибун 213 року до н. е., після поразки при Каннах у 216 році до н. е. запропонував залишити Рим та Італію.
- Квінт Цецилій Метелл, консул 206 року до н. е., учасник Другої пунічної війни
- Луцій Цецилій Дентер, претор 182 року до н. е., намісник провінції Сицилія.
- Квінт Цецилій Метелл Македонський, консул 143 року до н. е., 1-й плебей-цензор у 131 році до н. е., підкорив Македонію у 148 році до н. е., кельтіберів у 142 році до н. е.
- Квінт Цецилій Метелл Балеарський, консул 123 року до н. е., цензор 120 року до н. е., підкрив Балеарські острови.
- Луцій Цецилій Метелл Далматійський, консул 119 року до н. е., цензор 115 року до н. е., великий понтіфік, підкорив далматів.
- Гай Цецилій Метелл Капрарій, консул 113 року до н. е..
- Квінт Цецилій Метелл Нумідійський, консул 109 року до н. е., цензор 102 року до н. е., воював з Югуртою, царем Нумідії, очільник оптиматів, вигнаний з сенату й засланий народним трибуном Луцієм Аппулеєм Сатурніном.
- Квінт Цецилій Метелл Непот, консул 98 року до н. е.
- Квінт Цецилій Метелл Целер, народний трибун 90 р. до н.е.
- Квінт Цецилій Метелл Пій, консул 80 року до н. е., великий потнтифік, учасник Союзницької війни, прихильник Луція Сулли.
- Квінт Цецилій Метелл Целерський, консул 60 року до н. е., воював у 66 році до н. е. у Кавказькій Альбанії, придушив повстання катилінаріїв у Верхній Італії.
- Квінт Цецилій Метелл Критський, консул 69 року до н. е., підкорив о. Крит.
- Квінт Цецилій Метелл Непот, консул 57 року до н. е.
- Луцій Цецилій Метелл, народний трибун 49 року до н. е., противник Гая Юлія Цезаря.
- Квінт Цецилій Метелл Критський, консул 7 року.